# 安王 (馬韓)
安王（あんおう、または韓龕、? - ?）は、第3代馬韓王。王在位期間は、紀元前189年 - 紀元前157年。諡は安王（朝鮮語: 안왕）。諱は龕（朝鮮語: 감）。王位は恵王（寔）が継承。